# Fittipaldi FD01
La Copersucar-Fittipaldi FD01 era una vettura da Formula 1 realizzata dal team Fitipaldi Automotive nel 1975. 

## Sviluppo
La vettura fu la prima realizzata dal costruttore brasiliano e venne impiegata nel Gran Premio d'Argentina 1975 da Wilson Fittipaldi.

## Tecnica
La FD01 fu la prima auto progettata da Richard Divila e venne realizzata con un telaio monoscocca in alluminio. Come propulsore impiegava un Ford Cosworth DFV ed era gommata Goodyear.

## Attività sportiva
Schierata solo per il primo GP stagionale in Argentina, l'auto pilotata da Wilson Fitipaldi ottenne il 23º posto in griglia a quasi sei secondi da Mike Wilds e a undici secondi dal poleman Jean-Pierre Jarier. In gara, Fittipaldi dovette ritirarsi al giro 13 per incidente, con la vettura che prese anche fuoco. Dalla corsa successiva, la FD01 venne sostituita dalla FD02.

## Risultati completi in Formula 1
(Legenda) (I risultati in Grassetto indicano una pole position; i risultati in Corsivo indicano il giro più veloce in gara)
| Anno | Team                  | Motore                   | Gomme | Piloti            |    |  |  |  |  |  |  |  |  |  |  |  |  |  | Punti | Pos. |
| ---- | --------------------- | ------------------------ | ----- | ----------------- | -- |  |  |  |  |  |  |  |  |  |  |  |  |  | ----- | ---- |
| 1975 | Copersucar-Fittipaldi | Ford Cosworth DFV 3.0 V8 | G     | Wilson Fittipaldi | NQ |  |  |  |  |  |  |  |  |  |  |  |  |  | 0     |      |